# Робер де Краон
Робер де Краон (фр. Robert de Craon; д/н — 13 січня 1147) — 2-й великий магістр ордену тамплієрів в 1136—1147 роках. Знаний також як Роберт IV де Краон.

## Життєпис
Походив з анжуйського шляхетського роду де Краон. Третій син сеньйора Рено I де Краона та Еннаген де Вітрі. Дата народження достеменно невідома, перша письмова згадка припадає на 1093 рік.
Відмовився від церковної кар'єри, поступив на службу до Вільгельма V Тайлефера, графа Ангулему. Згодом перейшов на службу до Вільгельма IX, герцога Аквітанії. Женихався до сестри або доньки Вільгрина II, графа Ангулему, проте марно. Ймовірно через це Робер де Краон 1125 року вирушив до Палестини.
В Єрусалимі стає членом ордену тамплієрів 1125 або 1126 року. Після цього відсутні відомості про майже 6 років. 1132 року він вже був сенешалем ордену. Того ж року вирушив з якимось завданням до Європи. 1136 року після смерті великого магістра Гуго де Пейна обирається новим очільником тамплієрів. Захищав межі Єрусалимського королівства від атак мусульман з Алеппо в районі замку Бофор. 1137 року брав участь у битві під Баріном проти Імад ед Діна Зенгі, еміра Алеппо. Згодом відправив флот з 70 суден з-поміж арагонських і прованських тамплієрів для захоплення Лісабону, проте невдало. 1138 року побував у Лангедоку, Франції, Аквітанії та Арагоні з метою залучення нових членів ордену.
Завдяки Роберу де Краону в ордені остаточно сформувалася ієрархія — від замку до командорства, від командорства на Сході (прецепторії — в Європі) до провінції, від провінції до Генерального капітулу і магістра (на сході) та прецептора (на заході), влада яких обмежувалася статутом. Було запроваджено посаду великого командора, сформульовано повноваження маршалів та сенешалів ордену.
Багато зробив для зміцнення позицій тамплієрів серед держав хрестоносців. За підтримки Бернарда Клервоського домігся того, що 1139 року папа римський Інокентій II своєю булою Omne Datum Optimum вилучив орден тамплієрів з-під юрисдикції єпископів і поставив в безпосередню залежність лише від папи римського, члени ордену були позбавлені від сплати зборів і мит. Того ж року брав участь у поході Теодоріха, графа Фландрії, до Гааладу.
1140 року вправно захищав місто Текоа (на узбережжі Мертвого моря) від Імад ед Діна Зенгі. Втім хрестоносці загалом зазнали поразки, багато тамплієрів загинуло.
Надалі суттєво зміцнив позиції ордену на Піренейському півострові. 1143 року в Жироні було укладено договір з Рамон-Беренгером IV, за яким у власність ордена перейшли замки Монзон, Монжуа, Каламера, Барбара, Бельхіт, Ремоліно і Корбін, які на той момент ще частково були зайняті маврами. Невдовзі тамплієри розширили свою присутність в Португалії, отримавши протягом 1144—1145 років замки Товар і Помбал. 1146 року отримав для ордену замок Вілласека, який подарував Альфонсо VII, король Кастилії і Леону. Таким чином до вже існувавшись прецепторій (провінцій) Франція (Галлія), Пуату (Аквітанія), додалися Арагонська і Португальська прецепторії.
1147 році був одним з ініціаторів нового хрестового походу для звільнення Едеси. Помер того ж року. Новим великим магістром став Еврар де Бар.